# Buccinaria jonkeri
Buccinaria jonkeri is een slakkensoort uit de familie van de Raphitomidae. De wetenschappelijke naam van de soort is voor het eerst geldig gepubliceerd in 1931 door Koperberg.